# Championnat de France de hockey sur glace 1913-1914
Saison précédente Saison suivante
La saison 1913-1914 est la 5e saison du championnat de France de hockey sur glace.

## Bilan
Le Club des Patineurs de Paris est champion de France pour la quatrième fois.